# Gabrijel Devetak
Gabrijel Devetak, slovenski strokovnjak za trženje in inovacije, * 29. september 1938, Miren, † 9. oktober 2014.

## Življenje in delo
Osnovno šolo je obiskoval v rojstnem kraju, nato nadaljeval na srednji tehniški šoli v Ljubljani ter na Visoki tehniški šoli v Mariboru, kjer je 1972 postal inženir strojništva in tu 1974 diplomiral še na Ekonomsko-poslovni fakulteti. Magistriral je na zagrebški ekonomski fakulteti in prav tam 1980 tudi doktoriral z disertacijo Tehnične inovacije v nadaljnem razvoju gospodarstva.
Služboval je v tovarni poljedeljskega orodja v Batujah (1958-1967), v tovarni Plama v Podgradu (1967-1968), v Poligalantplastiki v Volčji Dragi (1986-1990). Leta 1990 je v Novi Gorici ustanovil zasebno podjetje za intelektualne storitve DEGA. Ob rednem delu se je habilitiral za univerzitetnega učitelja, 1982 je postal docent za trženje na mariborski Univerzi, na isti Univerzi je bil habilitiran za izrednega profesorja za področje trženja in politiko razvoja izdelka. S svojega stokovnega področja je objavil strokovno monografijo Tehnične inovacije (COBISS) in več strokovnih in znanstvenih člankov. Njegova bibliografija obsega ok. 1100 zapisov.
Predsednik Borut Pahor je marca 2015 posmrtno odlikoval Gabrijela Devetaka z medaljo za zasluge "pri uveljavljanju blaginje, ugleda in napredka Slovenije na gospodarskem področju".